# Hmong-Konflikt
Der  Hmong-Konflikt ist ein bewaffneter Konflikt zwischen den Streitkräften der Demokratischen Volksrepublik Laos und ehemaligen Mitgliedern der von der CIA im Zweiten Indochinakrieg geschaffenen Secret Army, deren Mitglieder hauptsächlich der ethnischen Minderheit der Hmong (Meo) angehören.
Der Konflikt begann als Folge des Rückzugs der Vereinigten Staaten aus Indochina 1973/75 und ist heute größtenteils, jedoch nicht vollständig, beendet. Als Unruhegebiete gelten die laotische Provinz Xieng Khouang und deren Nachbarprovinzen sowie einige Grenzregionen zu Thailand.

## Historischer Hintergrund
Das Königreich Laos hatte infolge der Indochinakonferenz 1954 die vollständige Unabhängigkeit erlangt. Die Anfang der 1950er Jahre gegründete kommunistische und anti-französische Widerstandsbewegung Pathet Lao konnte im noch jungen Staat dank nordvietnamesischer Hilfe schnell Einfluss gewinnen und kontrollierte bald mehrere Provinzen und wichtige politische Ämter. Die USA, die, wie auch in Südvietnam, eine Machtübernahme der Kommunisten befürchteten, beschlossen daher, die royalistische laotische Regierung im drohenden Bürgerkrieg, einem Nebenkriegsschauplatz des Vietnamkonfliktes, mit Militärberatern und finanziellen Mitteln zu unterstützen. Aufgrund der Neutralität von Laos, die ein verstärktes offenes militärisches Engagement unmöglich machte, sowie der von US-Militärs bezweifelten Kampfkraft und Loyalität der königlich-laotischen Truppen, begann die CIA Anfang der 1960er Jahre die später als Secret Army bekannt gewordene geheime antikommunistische Guerillaarmee im laotischen Dschungel aufzustellen. Als Soldaten rekrutierte man hauptsächlich Angehörige der Hmong, die bei den US-Agenten als kriegerisches und freiheitsliebendes „Bergvolk“ mit historisch bedingter Abneigung gegenüber Lao und Vietnamesen galten. Ausgebildet und bewaffnet von CIA und amerikanischen Spezialeinheiten und teilfinanziert durch von der Air America und ähnlichen Fluggesellschaften durchgeführten Drogenhandel, kämpften etwa 30.000 Hmong in amerikanischen Diensten. Zentraler Stützpunkt der vom Hmong-General Vang Pao befehligten irregulären Armee war der geheime Stützpunkt, der Militärflugplatz Long Tieng in der Provinz Xieng Khouang.
1973 zogen sich die Vereinigten Staaten infolge des Waffenstillstands in Vietnam auch aus Laos zurück. Der Versuch, die Hmong in die königlich-laotische Armee zu integrieren, scheiterte spätestens mit der kommunistischen Machtübernahme 1975.

## Verlauf des Konflikts
Hmong, besonders solche, die am militärischen Konflikt teilgenommen hatten, wurden zur Strafe ausgesondert. So begann ein Massenexodus von 300.000 Flüchtlingen, darunter viele Hmong, in Lager in Thailand.
Von denjenigen Hmong, die in Laos blieben, wurden zwischen zwei- bis dreitausend politische Gefangene in euphemistisch so genannte Umerziehungslager geschickt, wo sie Haftstrafen von 3 bis 5 Jahren verbüßten. Von schwerer physischer Arbeit und schwierigen Umständen betroffen, starben viele Menschen. Tausende weitere Hmong, hauptsächlich ehemalige Soldaten und ihre Familien, flohen in entlegene Bergregionen – insbesondere in das schlecht zugängliche Gebiet des Phou Bia, der von dichtem Wald umgebenen höchsten Bergspitze in Laos. Zunächst veranstalteten diese lose organisierten Gruppen Angriffe gegen das Pathet Lao und vietnamesische Truppen. Andere blieben versteckt, um einen Konflikt zu vermeiden. Anfängliche militärische Erfolge durch diese kleinen Banden führten zu militärischen Gegenangriffen durch Regierungsstreitkräfte, darunter Luftbombardement und schwere Geschütze, wie auch die Verwendung von Entlaubungsmitteln und chemischen Waffen.
Heutzutage leben die meisten Hmong in Laos friedlich in Dörfern und Städten, aber kleine Gruppen der Hmong, viele von ihnen Nachkommen von Secret-Army-Soldaten in der zweiten oder dritten Generation, bleiben aus Furcht vor Racheakten der Regierung in Laos in entlegenen Regionen des Landes. Noch 2003 gab es Berichte sporadischer Angriffe durch diese Gruppen, aber Journalisten, die in neuerer Zeit ihre geheimen Lager besucht haben, beschrieben sie als hungrig und krank. Obwohl sie keine militärische Bedrohung darstellen, hat die laotische Regierung diese Menschen weiterhin als Banditen charakterisiert und greift weiterhin ihre Stellungen an, wobei oft Frauen und Kinder getötet und verletzt werden. Die meisten Todesfälle treten auf, wenn Menschen Essen aus dem Dschungel sammeln, weil jede dauerhafte Siedlung unmöglich ist.
Mit fortgesetzten militärischen Angriffen durch die Regierung und einem Mangel an Essen konfrontiert, haben manche Gruppen angefangen, aus dem Versteck zu kommen, während andere Asyl in Thailand und anderen Ländern gesucht haben.
Manche Hmong flohen, nachdem sich die Streitkräfte der Vereinigten Staaten aus Vietnam zurückgezogen und ihren Krieg in Indochina beendet hatten, nach Kalifornien. Im Juni 2005 deckten das US-FBI und Anti-Terrorismus-Beamte als Teil der Operation Tarnished Eagle eine Verschwörung abertausend Menschen gleichzeitig zu ermorden und die Regierung von Laos gewaltsam zu stürzen auf. Der geplante Anschlag schloss Ex-US-Army Rangers, ehemalige Green Berets und andere ein. Die Verschwörer sollten aus den USA über Thailand geschmuggelte Gewehre, Stinger-Flugabwehrflugkörper, Panzerfäuste und andere Waffen und Munition verwenden, um Regierungsgebäude in Vientiane zu Geröll [zu] reduzieren, so Bob Twiss. Oberstleutnant Harrison Ulrich Jack, ein Beamter der Nationalgarde aus Kalifornien, der angeblich in verdeckten Operationen während des Vietnamkriegs diente (in Laos in Zusammenarbeit mit den Hmong und anderen Stammesgruppen) und der ehemalige General Vang Pao wurden als wahrscheinliche Anführer des Putschplans genannt. Vang Pao hatte angeblich ein starkes Netz von Kontakten innerhalb der US-Regierung und seiner Sache wohlgesinnten Firmenkreisen, aufgebaut. Manche spekulieren, dass die vorgeschlagene neue Regierung das ausländische Big Business viel stärker akzeptieren würde und auch zu einer Explosion des Drogenhandels führen könnte, wie es in Afghanistan der Fall war.